# 第三継承法
第三継承法（だいさんけいしょうほう、英語: The Third Succession Act）は、ヘンリー8世時代の1543年7月にイングランド議会が採決した王位継承法。メアリーとエリザベスの継承権が回復し、2人の継承順位は異母弟のエドワードの後となった。

## 歴史
この法律の正式名称は王位継承法 35 Hen. VIII c.1（英: Succession to the Crown Act 35 Hen. VIII c.1）で、1543年王位継承法（英: Act of Succession 1543）とも呼ばれる。ヘンリー8世の裁可は議会の1543-1544年度の終わりに下されたが、この時代の法は年度のはじめまで遡求された。本法は1533年の第一継承法と1536年の第二継承法を廃止した。両法はメアリーとエリザベスを庶子として、ヘンリー8世に継承者を指名する権限を与えた。ヘンリー8世の息子エドワードは生まれてすぐ推定相続人になったので指名の必要がなくなったが、本法によりメアリーとエリザベスの継承権が回復し、順位ではエドワード、エドワードの子供、そしてヘンリー8世とキャサリン・パーの間の子供の後ろに位置した。
第二継承法では継承者がいない場合にヘンリー8世は特許状か遺言状で後継者を指名できるため、メアリーとエリザベスの継承順位は不明のままであった。1547年のヘンリー8世の遺言状では第三継承法の再確認にとどまった。また、第三継承法で復活したのはメアリーとエリザベスの（枢密院の許可なく結婚しない、などの条件付きの）継承権のみであり、扱いとしては庶子のままであった。
1547年反逆法では継承法で定められた継承順位を乱すことは大逆罪に当たるとしたが、エドワード6世はその法をすり抜けて1553年6月21日に「継承のための遺贈」（英: Devise for the Succession）という特許状を発行してメアリーの代わりにジェーン・グレイを後継者に指名した。しかし、メアリーはジェーン・グレイを倒して、第三継承法に従って即位した。